# Steve McClaren
Stephen Steve McClaren, mais conhecido como Steve McClaren (Fulford, 3 de maio de 1961), é um treinador e ex-futebolista inglês.

## Carreira
Durante treze anos, atuou dentro das quatro linhas. Defendendo equipes médias e pequenas, como Hull City, Derby County, Lincoln City, Bristol City e Oxford United, teve destaque, principalmente, na primeira. Teve que abandonar a carreira aos trinta e um anos devido a uma lesão.
Após se aposentar, iniciou como treinador da equipe reserva do Oxford United, logo na temporada seguinte após se aposentar no próprio. Permaneceu durante três temporadas, quando recebeu o convite para ser assistente no Derby County (onde também defendeu como jogador), ficando durante quatro temporadas.
Logo em seguida, foi convidado para ser assistente no Manchester United, onde apenas uma temporada depois, foi convidado para ser assistente na Seleção Inglesa. Tendo permanecido durante mais uma temporada como assistente no United, além de ocupar o mesmo cargo na seleção, assumiu o comando do Middlesbrough.
No Middlesbrough, teve grande destaque, levando o clube ao inédito título da Copa da Liga Inglesa, em 2004. No ano seguinte, conseguiu mais uma inédita final na história do Boro chegando a final da Copa da UEFA, mas acabou perdendo o título para o Sevilla, da Espanha, após sofrer uma goleada de quatro a zero na final.
Logo, acabou assumindo o comando da Seleção Inglesa, onde fracassou ao classificar o English Team para a Eurocopa 2008 e, apenas um ano após sua contratação, foi demitido.
Tendo permanecido durante quase um ano parado, acabou sendo contrato pelo Twente, dos Países Baixos. Em sua primeira temporada no clube neerlandês, acabou sendo duas vezes vice-campeão: na Copa dos Países Baixos, quando perdeu o título nos pênaltis para o Heerenveen e, no Campeonato Neerlandês, onde terminou onze ponto atrás do AZ Alkmaar.
Na temporada seguinte, conseguiu o inédito título do Neerlandês, após ficar apenas um ponto a frente do Ajax. Recebeu o Prêmio Rinus Michels, sendo o primeiro treinador não-neerlandês a receber o prêmio. Após o término da temporada, acabou sendo contratado pelo Wolfsburg, da Alemanha, se tornando o primeiro treinador inglês a comandar um clube germânico.
Após péssimos resultados no comando do Wolfsburg, tendo obtido apenas cinco vitórias em 21 partidas, foi demitido em 7 de fevereiro de 2011. Alguns meses depois, em 13 de junho, fora anunciado como novo treinador do tradicional Nottingham Forest. No entanto, permaneceu apenas treze partidas no comando do clube, deixando-o após apenas três vitórias.
Após demissão de Co Adriaanse do comando do Twente, foi anunciado seu retorno ao clube em 5 de janeiro de 2011, assinando um contrato de duas temporadas e meia.

## Estatísticas
| Clube     | Jogos | Vitórias | Empates | Derrotas | Aproveitamento |
| --------- | ----- | -------- | ------- | -------- | -------------- |
| Newcastle | 31    | 7        | 6       | 18       | 29,03%         |